# Granik wielki
Granik wielki (Epinephelus marginatus) – gatunek ryby okoniokształtnej z rodziny strzępielowatych (Serranidae).

## Występowanie
Atlantyk, we wschodniej części od Zatoki Biskajskiej do południowej Afryki, w części zachodniej od Gujany do Brazylii. Występuje także w Morzu Śródziemnym.
Żyje przy brzegach klifowych nad dnem skalistym z licznymi szczelinami i pieczarami, na głębokości od 8 do 200 m. Żyje samotnie w granicach wyraźnie zaznaczonego terytorium z dużą ilością kryjówek, zazwyczaj przebywa w pobliżu kryjówki lub w jej wnętrzu.

## Charakterystyka
Dorasta maksymalnie do 2,5 m długości, choć zazwyczaj nie przekracza 1,5 m. Osiąga masę ciała do 330 kg, jednak standardowa masa wynosi ok. 60 kg. Ciało podłużnie owalne, bocznie spłaszczone. Pokryte drobnymi grzebykowatymi łuskami. Pokrywa skrzelowa z 3 krótkimi kolcami. Otwór gębowy szeroki z wysuwalnymi szczękami. Uzębienie w postaci długich, spiczastych zębów, mogących się odchylać do tyłu dzięki stawowemu połączeniu u podstawy. Płetwa grzbietowa długa, najpierw podparta 11 twardymi promieniami, a później 13–16 miękkimi, wcięta w miejscu, gdzie kończą się promienie twarde. Płetwa odbytowa podparta 3 twardymi i 8–9 miękkimi promieniami. Płetwa piersiowa podparta 1 twardym i 5 miękkimi promieniami. Płetwa ogonowa zaokrąglona.
Ubarwienie: grzbiet zielonkawobrązowy, boki jaśniejsze, brzuch żółtawy. Na głowie żółtozielone marmurkowanie rozmieszczone promieniście wokół oczu. Na bokach prążki przechodzące w smugi. Płetwy obwiedzione, grzbietowa obwódką koloru pomarańczowego, pozostałe obwódką jasnoniebieską.

## Odżywianie
Odżywia się skorupiakami, mięczakami i rybami. 

## Rozród
Tarło odbywa się w miesiącach letnich. Ikra unosi się swobodnie w wodzie.